# Mourad IV
Pour les articles homonymes, voir Murad.
Mourad IV Revan Fatihi (« le Conquérant d'Erevan ») ou Bağdat Fatihi (« le Conquérant de Bagdad »), né le 27 juillet 1612 et mort le 8 février 1640, est le 17e sultan de l'Empire ottoman et un calife de l’islam .
Il règne du 10 septembre 1623 au 8 février 1640.

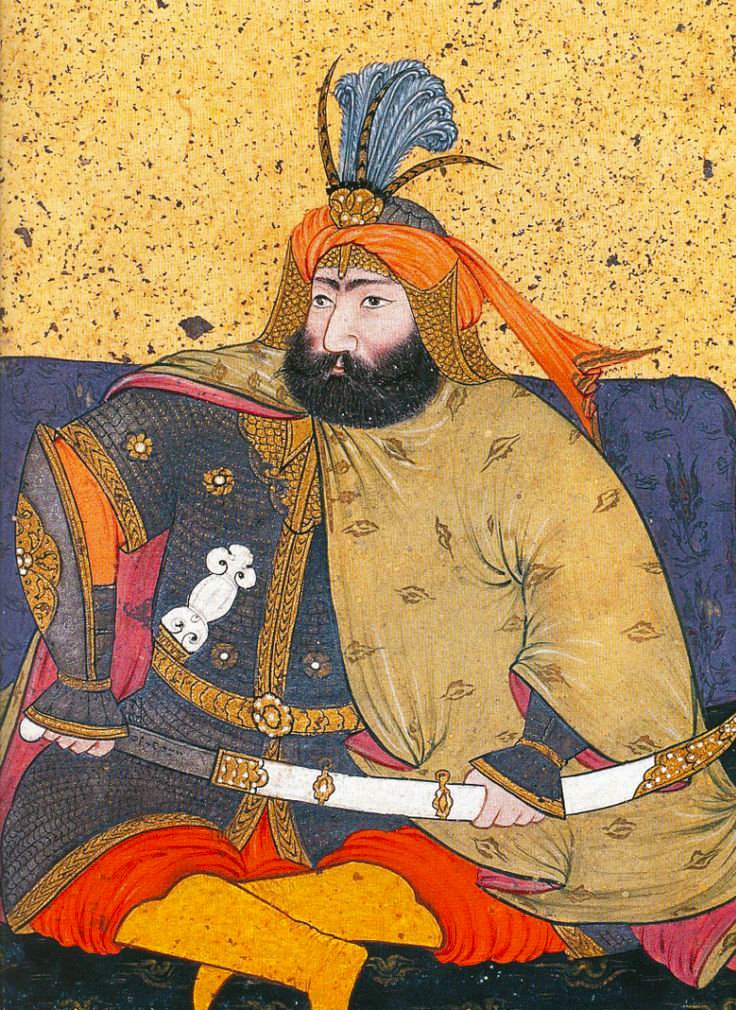
Mourad IV, par Abdülcelil Levni

Il est connu pour sa restauration de l'autorité de l'État et pour la brutalité de ses méthodes.

## Biographie
Mourad IV est le fils du sultan Ahmed Ier et de son épouse grecque Kösem Sultan.

### Début du règne
Amené au pouvoir par une conspiration de palais le 10 septembre 1623, il succède à son oncle Moustafa Ier à l'âge de 11 ans. Mourad est longtemps sous le contrôle de ses proches, et durant les premières années de son règne, Kösem (Keucème), en tant que sultane-mère (Validé Sultane), assure la régence jusqu'à ce que Mourad décide en 1632 de prendre en main le gouvernement.
L’Empire sombre dans l'anomie : les Séfévides attaquent l'Empire à plusieurs reprises et envahissent l'Irak, des insurrections éclatent dans le nord de l'Anatolie.
En février 1632, une révolte des janissaires éclate : Mourad doit d'abord céder à leur revendication et exécuter le grand vizir Hafiz Ahmed Pacha, mais il reprend le contrôle du gouvernement en mai et fait étrangler le probable instigateur de la révolte, Topal Recep Pacha (devenu grand vizir entretemps) et commence à régner seul.

### Pouvoir absolu et politique impériale
Il essaie d’étouffer la corruption qui a grandi sous les sultans précédents. 
Il y parvient par de nombreux moyens, notamment en limitant les dépenses inutiles.
Il interdit également l’alcool, le café et le tabac. Il ordonne l'exécution des personnes enfreignant cette interdiction. Il aurait patrouillé de nuit dans les rues et tavernes de Constantinople, habillé en civil et surveillant l'application de ses ordres. Il tuait les soldats qu'il surprenait en train de consommer de l'alcool et du tabac.

### Comportement personnel
Renouant avec la tradition ottomane de fratricide (relancée par son frère Osman II avant lui), Mourad IV fait exécuter ses frères Bayezid et Soliman en 1635, puis Kasim en 1638. Le sultan Mourad grandit en recevant une bonne formation de la part des enseignants de l’époque. C’est un bon poète et il écrit ses poèmes en utilisant le surnom de « Muradi ». Il a également appris la calligraphie, dont il est maître, il rédige lui-même des firmans. Il montait très bien à cheval, de plus il pouvait sauter d’un cheval à l’autre. Il maniait très bien l’épée et l’arc.
Par ailleurs, il est réputé pour son caractère impulsif et sa cruauté.

### Succès militaires
Au point de vue militaire, le règne de Mourad IV est marqué par la guerre polono-turque de 1633-1634 mais surtout par la troisième guerre turco–séfévide (1623-1639). À partir de 1635, il prend lui-même le commandement de l'armée qu'il laissait jusque-là à ses généraux. Sa marche de Constantinople vers la frontière perse est ponctuée par l'exécution de nombreux sujets accusés de rébellion, corruption, négligence, ou d'avoir fumé du tabac. Il ordonne aussi l'exécution de l'émir libanais Fakhreddine II, prisonnier à Constantinople et dont le petit-fils venait de se révolter contre les Ottomans. Il prend Erevan après un court siège (28 juillet-8 août 1635) et, alors qu'il célèbre avec son armée la prise de la ville, il fait envoyer l'ordre à Constantinople d'exécuter ses frères Bayezid et Süleyman, rivaux potentiels (10 août 1635). Il reprend sa marche et entre dans Tabriz, non défendue (12 septembre 1635). Il fait saccager les palais et jardins royaux par ses soldats. Il veut faire raser la mosquée Uzun Hasan mais s'en abstient quand le mufti fait valoir qu'elle a été construite par un souverain sunnite. Sur le terrain, le sultan Mourad vit comme un simple soldat, n'ayant comme coussin que sa selle et comme couverture la housse de son cheval.
Il accomplit également le dernier grand exploit militaire de l'Empire ottoman, la reprise de Bagdad en 1638 (en), après un siège qui se termine par le massacre de la garnison et des citoyens. Mourad IV commande lui-même l’invasion de la Mésopotamie et s’avère un remarquable commandant sur le terrain. Il est un des derniers souverains ottomans (avec son neveu Mehmed IV) à commander une armée sur le champ de bataille. 
Avant sa mort, il conclut une paix avec la Perse en 1639, le traité de Qasr-i-Chirin, qui définit encore aujourd'hui le tracé de la frontière turco-iranienne.

### Mort
Il meurt à l'âge de 27 ans à la suite d'une cirrhose. Sur son lit de mort, 15 jours avant son trépas, il ordonne l’exécution de son frère Ibrahim mais l’ordre n'est pas suivi d’effet à la suite du refus de sa mère Kösem. Son but était de faire disparaître sa lignée pour entrer dans l'histoire comme le plus grand sultan ottoman de l'histoire et éviter de transmettre le trône à un monarque faible.
Il est connu par la société turque comme le sultan le plus tyrannique de l'histoire. Cependant son gouvernement permit de restaurer temporairement le prestige et la puissance de l'Empire ottoman.

## Famille

### Concubines
Il reste peu d'informations à propos des concubines de Mourad IV, principalement parce qu'il n'a eu aucun fils lui ayant survécu pour lui succéder ; les registres indiquent la présence d'une seule favorite (haseki), Aïcha, jusqu'à la fin de son règne où une seconde apparait. Il est possible que Mourad ait eu plusieurs autres concubines.

### Enfants
Mourad a au moins 16 fils et filles, mais ses fils meurent tous en bas âge, seules plusieurs filles atteignant l'âge adulte :
- Hanzade Sultan (1631- 1680) mère inconnue. Elle épousa Nakkas Mustafa Pacha.
- Ismihan Kaya (1633 — 28 février 1659)[11],[12],[13]
- Safiye (1634 — 1685)[11] mariée à Sari Hüseyin Pacha en 1659 et ayant eu quatre enfants avec lui. Ses descendants sont encore en vie aujourd'hui
- Rukiye (1640 — Janvier 1696)[11] mariée à Damat Seytan (Melek) Divriliki Ibrahim Pacha en 1663 et ayant eu deux filles avec lui
- Gevherhan Sultan (1630 — 1647)

## Dans la culture
Racine, dans sa tragédie Bajazet (1672), s'est inspiré de l'histoire de Mourad IV et de l'exécution de son frère Bayezid, qu'il situe à l'époque du siège de Babylone (Bagdad). Mourad est nommé Amurat et Bayezid, nommé Bajazet, devient le personnage central de l'intrigue. Racine, qui utilise les souvenirs d'un ambassadeur français, évoque les intrigues du sérail et les troubles suscités par les janissaires.
Il apparait dans le conte "Des deux frères et d'une géante", du film 3000 ans à t'attendre (2022).